# آن وايت
آن وايت (بالإنجليزية: Anne White) مواليد 28 سبتمبر 1961 في فيرجينيا الغربية، الولايات المتحدة، هي لاعبة كرة مضرب أمريكية سابقة وكانت تلعب باليد اليمنى. أعلى تصنيف لها في الفردي كان المركز الـ 19 في سنة 1986. أعلى تصنيف لها في الزوجي كان المركز الـ 9 في سنة 1988.

## النهائيات

### الفردي (الألقاب 1, الوصافة 1)
| الحصيلة | الرقم | التاريخ       | الدورة                         | الأرضية | المنافس        | النتيجة  |
| ------- | ----- | ------------- | ------------------------------ | ------- | -------------- | -------- |
| الوصافة | 1.    | 17 يونيو 1984 | كأس إدجباستون، المملكة المتحدة | عشبية   | بام شرايفر     | 6–7, 3–6 |
| الفوز   | 2.    | 9 مارس 1987   | فرجينيا، الولايات المتحدة      | صلبة    | ديان فرومهولتز | 6–2, 6–1 |

## الخط الزمني للفردي
مفتاح
| ف | ن | ن.ن | ر.ن | د# | د.م | ل | أ.أ | ت | غ | ب | ف | ذ | م.خ | ل.ت |

(ف) فاز بالبطولة (ن) وصل النهائي (ن.ن) نصف النهائي (ر.ن) ربع النهائي (د#) الأدوار الأربعة الأولى (د.م) دور المجموعات (ل) شارك في كأس ديفيز (أ.أ) خرج من الأدوار الاولى (ت) خسر التصفيات التأهيلية (غ) غاب عن الحدث أو البطولة (ب) حصل على ميدالية برونزية (ف) حصل على ميدالية فضية (ذ) حصل على ميدالية ذهبية (م.خ) بطولة الماسترز خُفضت إلى مرتبة أقل (ل.ت) البطولة لم تعقد في السنة المعينة.
لتجنب الارتباك وازدواجية الحساب، يتم تحديث هذه المعلومات إما في نهاية البطولة، أو عندما تكون مشاركة اللاعب في البطولة قد انتهت.
| الدورة            | 1980  | 1981  | 1982  | 1983  | 1984  | 1985  | 1986  | 1987  | إجمالي ف/م |
| ----------------- | ----- | ----- | ----- | ----- | ----- | ----- | ----- | ----- | ---------- |
| أستراليا المفتوحة | غ     | د2    | د1    | د2    | د1    | غ     | ل.ت   | غ     | 0 / 4      |
| فرنسا المفتوحة    | غ     | د3    | د3    | د3    | د4    | د3    | د1    | غ     | 0 / 6      |
| بطولة ويمبلدون    | غ     | د1    | د3    | د2    | د1    | د1    | د1    | د2    | 0 / 7      |
| أمريكا المفتوحة   | د2    | د2    | د2    | د4    | د3    | د3    | د1    | د1    | 0 / 8      |
| فوز / مشاركة      | 0 / 1 | 0 / 4 | 0 / 4 | 0 / 4 | 0 / 4 | 0 / 3 | 0 / 3 | 0 / 2 | 0 / 25     |

- إجمالي ف / م = إجمالي الفوز والمشاركة

## روابط خارجية
- آن وايت على موقع رابطة محترفات التنس (الإنجليزية)
- آن وايت على موقع الاتحاد الدولي لكرة المضرب (الإنجليزية)
- آن وايت على موقع خلاصة التنس.كوم (الإنجليزية)